# Štěrboholy
Štěrboholy (deutsch Sterbohol) ist ein Stadtteil und eine Katastralgemeinde der tschechischen Hauptstadt Prag. Štěrboholy gehört zum 15. Verwaltungsbezirk und war ursprünglich eine selbstständige Gemeinde, die 1968 nach Prag eingemeindet wurde.
Štěrboholy liegt zwischen zwei Ausfallstraßen nach Kutná Hora und Kolín.

## Geschichte
Štěrboholy wird 1371 als Gutshof in erzbischöflichem Besitz genannt.
In Štěrboholy fand 1757 die Schlacht bei Prag statt. Die gekreuzten Schwerter im Wappen nehmen Bezug auf dieses Ereignis.

## Einzelnachweise

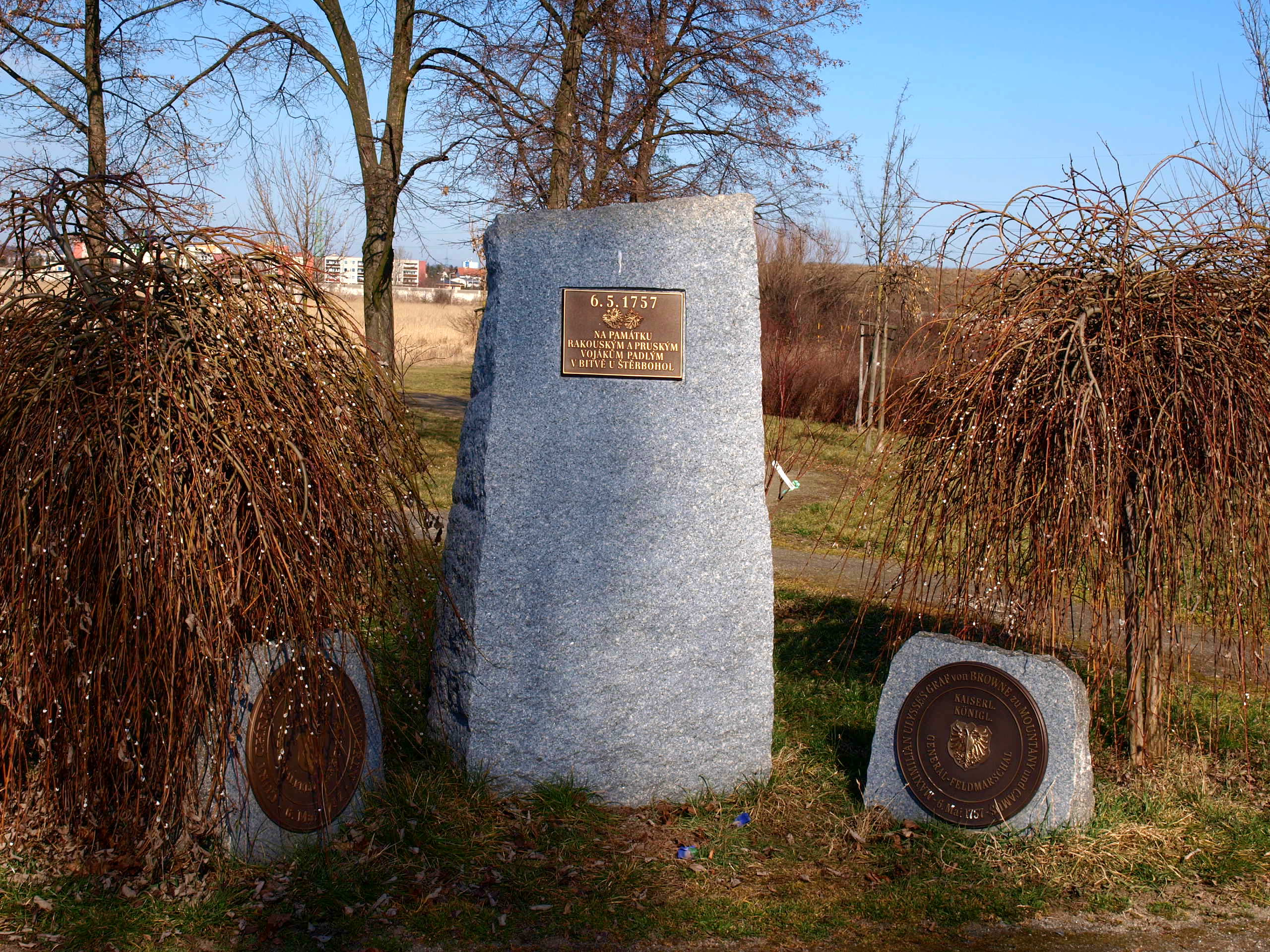
Denkmal am Ort der Schlacht bei Prag